# Ancyromonas sigmoides
Ancyromonas sigmoides — вид екскават родини Ancyromonadidae типу Loukozoa.

## Поширення
Вид досить поширений у чистих водоймах, ґрунтах та морських середовищах проживання по всьому світі.

## Опис
Контур клітини овальний, клітини завдовжки від 3 до 7 мкм; вони вентрально сплощені. Цей вид має неглибоку вентральну борозну біля антеро-латерального краю клітини. Клітини можуть мати тонкий короткий передній флагеллум, що виходить з передньої депресії. Задній джгутик приблизно у 1,5 рази перевищує довжину клітини і має однакову ширину вздовж всієї своєї довжини. Клітина рухається, ковзаючи за допомогою обертання заднього джгутика.

## Оригінальна публікація
- Kent, W.S. (1880—1881). A manual of the infusoria, including a description of all known flagellate, ciliate, and tentaculiferous protozoa, British and foreign and an account of the organization and affinities of the sponges. Vol. I pp. 289—720. London.